# Hever (ort)
Hever är en ort i Belgien.   Den ligger i provinsen Flamländska Brabant och regionen Flandern, i den centrala delen av landet, 21 km nordost om huvudstaden Bryssel. Hever ligger 7 meter över havet och antalet invånare är 5 899.
Terrängen runt Hever är mycket platt. Runt Hever är det tätbefolkat, med 493 invånare per kvadratkilometer.. Närmaste större samhälle är Mechelen, 6,1 km nordväst om Hever. 
Runt Hever är det i huvudsak tätbebyggt.